# Cyrtoneurina inuber
Cyrtoneurina inuber är en tvåvingeart som beskrevs av Giglio-tos 1893. Cyrtoneurina inuber ingår i släktet Cyrtoneurina och familjen husflugor. Inga underarter finns listade i Catalogue of Life.